# Майкл Клейтон
«Майкл Клейтон» (англ. Michael Clayton) — американський кримінальний трилер режисера Тоні Ґілроя (був також сценаристом), що вийшов 2007 року. У головних ролях Джордж Клуні, Том Вілкінсон.
Продюсерами були Дженніфер Фокс, Керрі Фокс, Сідні Поллак і Стів Семюелс. Вперше фільм продемонстрували 31 серпня 2007 року в Італії на Венеційському кінофестивалі.
В Україні фільм не демонструвався.

## Сюжет
Майкл Клейтон — нью-йоркський адвокат, що «залагоджує» різні справи, використовуючи лазівки у законі. Одного дня його наймає хімічна компанія, що, як потім він дізнається, винна багатомільйонний позов. І тут Клейтон розуміє, що він опинився у середині змови.

## У ролях
| Актор          | Персонаж                              | Роль                                                          |
| -------------- | ------------------------------------- | ------------------------------------------------------------- |
| Джордж Клуні   | Майкл Клейтон (англ. Michael Clayton) | адвокат, відомий як Сміттяр; залагоджує справи фірми          |
| Том Вілкінсон  | Артур Еденс (англ. Arthur Edens)      | старший адвокат U-North, друг Майкла і Марті                  |
| Тільда Свінтон | Карен Кравдер (англ. Karen Crowder)   | головний адквокат U-North                                     |
| Сідні Поллак   | Марті Бах (англ. Marty Bach)          | голова фірми «Kenner, Bach, and Ledeen», друг Майкла й Артура |
| Білл Реймонд   | Гейб Забель (англ. Gabe Zabel)        |                                                               |

## Сприйняття

### Критика
Фільм отримав позитивні відгуки: Rotten Tomatoes дав оцінку 90 % на основі 197 відгуків від критиків (середня оцінка 7,6/10) і 72 % від глядачів із середньою оцінкою 3,6/5 (246,953 голоси), сказавши, що «„Майкл Клейтон“ є одним із фільмів 2007 року із найгострішим сценарієм, із захоплюючими переміщеннями й бездоганною акторською грою. Режисер Тоні Ґілрой досяг успіху не лише у захоплені уваги глядачів, але й у втриманні її до самих титрів», Internet Movie Database — 7,3/10 (99 477 голосів), Metacritic — 82/100 (36 відгуків критиків) і 7,2/10 від глядачів (246 голосів).

### Касові збори
Під час показу у США протягом першого (вузького, зі 5 жовтня 2007 року) тижня фільм був показаний у 15 кінотеатрах і зібрав $719,910, що на той час дозволило йому зайняти 22 місце серед усіх прем'єр. Наступного (широкого, зі 12 жовтня 2007 року) тижня фільм був показаний у 2,511 кінотеатрі й зібрав $10,373,422 (4 місце). Показ протривав 168 днів (24 тижні) і закінчився 20 березня 2008 року, зібравши у прокаті у США $49,033,882, а у світі — $43,957,953, тобто $92,991,835 загалом при бюджеті $25 млн.

### Нагороди й номінації[9]
| Рік  | Нагорода                                 | Категорія                            | Номінант                 | Результат |
| ---- | ---------------------------------------- | ------------------------------------ | ------------------------ | --------- |
| 2008 | 81-а церемонія вручення нагороди «Оскар» | Найкраща жіноча роль другого плану   | Тільда Свінтон           | Перемога  |
| 2008 | 81-а церемонія вручення нагороди «Оскар» | Найкраща режисерська робота          | Тоні Ґілрой              | Номінація |
| 2008 | 81-а церемонія вручення нагороди «Оскар» | Найкраща пісня до фільму             | Джеймс Ньютон Говард     | Номінація |
| 2008 | 81-а церемонія вручення нагороди «Оскар» | Найкращий фільм                      | Керрі Фокс, Сідні Поллак | Номінація |
| 2008 | 81-а церемонія вручення нагороди «Оскар» | Найкраща чоловіча роль               | Джордж Клуні             | Номінація |
| 2008 | 81-а церемонія вручення нагороди «Оскар» | Найкраща чоловіча роль другого плану | Том Вілкінсон            | Номінація |
| 2008 | 81-а церемонія вручення нагороди «Оскар» | Найкращий оригінальний сценарій      | Тоні Ґілрой              | Номінація |
| 2008 | Премія БАФТА у кіно                      | Найкраща жіноча роль другого плану   | Тільда Свінтон           | Перемога  |
| 2008 | Премія БАФТА у кіно                      | Найкращий монтаж                     | Джон Ґілрой              | Номінація |
| 2008 | Премія БАФТА у кіно                      | Найкраща чоловіча роль               | Джон Клуні               | Номінація |
| 2008 | Премія БАФТА у кіно                      | Найкращий оригінальний сценарій      | Тоні Ґілрой              | Номінація |
| 2008 | Премія БАФТА у кіно                      | Найкраща чоловіча роль другого плану | Том Вілкінсон            | Номінація |